# Sulim Bekmirsajewitsch Jamadajew
Sulim Bekmirsajewitsch Jamadajew (russisch Сулим Бекмирзаевич Ямадаев; * 1973 in Benoi, Tschetscheno-Inguschetien; † 30. März 2009 in Dubai) war ein russisch-tschetschenischer Freischärlerführer und Offizier.

## Leben
Sulim Jamadajew kämpfte im Ersten Tschetschenienkrieg auf der Seite der tschetschenischen Separatisten gegen Russland. Der Familien-Clan kontrollierte nach diesem Krieg die Stadt Gudermes. Gemeinsam mit seinen Brüdern wechselte er im Zweiten Tschetschenienkrieg die Seiten. Nachdem streng-islamische Gruppen in Tschetschenien an Einfluss gewonnen hatten, wandte sich Achmat Kadyrow 1999 mit seinen Feldkommandeuren, den Jamadajew-Brüdern, von den Separatisten ab und der russischen Seite zu. Die Brüder, vor allem Sulim Jamadajew, organisierten die kampflose Kapitulation von Gudermes. Nach dem Ende der Kämpfe wurde Sulims Bruder Ruslan (1961–2008) Mitglied der Duma und als „Held der Russischen Föderation“ ausgezeichnet. Sulim selbst wurde schließlich 2002 zum stellvertretenden Militärkommandanten von Grosny im Range eines Generalmajors ernannt.
Ab 2004 wurde Sulims Einheit unter dem Namen „Wostok“ („Ost“) offiziell den russischen Sicherheitskräften zugeordnet und dem russischen GRU unterstellt. Der Einheit werden Menschenrechtsverletzungen während und nach dem Tschetschenienkrieg vorgeworfen. Insbesondere sollen Teile von „Wostok“ im Dorf Borosdinowskaja am 4. Juni 2005 eine brutale „Säuberungsaktion“ durchgeführt haben.
Im Frühjahr 2008 kam es dann zum offenen Machtkampf zwischen dem Jamadajew-Clan und dem Clan des Präsidenten Tschetscheniens Ramsan Kadyrow. Der Konflikt wurde unter anderem mit Waffengewalt ausgetragen. Kadyrow warb schließlich einen Teil der Truppen Sulim Jamadajews ab. Im August 2008 wurde Sulim Jamadajew aus der Armee entlassen.
Am 29. März 2009 wurde in Dubai ein Attentat auf Jamadajew verübt, an dessen Folgen er am nächsten Tag starb.